# Антоніо Козентіно (яхтсмен)
Антоніо Козентіно (італ. Antonio Cosentino, 10 березня 1919 — 1993) — італійський яхтсмен.
Бронзовий призер Олімпійських Ігор 1960 року в класі Дракон, учасник 1952 року.